# USS Zeal (AM-131)
USS Zeal (AM-131) – amerykański trałowiec typu Auk.
Stępkę okrętu położono 12 stycznia 1942 w stoczni Gulf Shipbuilding Company w Chickasaw (Alabama). Zwodowano go 15 września 1942, matką chrzestną była żona Johna M. Hughesa. Jednostka weszła do służby w US Navy 9 lipca 1943, jej pierwszym dowódcą był Lieutenant Commander H. M. Jones, USNR.
Okręt był w służbie w czasie II wojny światowej. Działał jako jednostka eskortowa i wsparcia desantu.
Brał także udział w wojnie koreańskiej.
Wycofany ze służby po raz ostatni 6 lipca 1956 został zatopiony jako okręt-cel 9 stycznia 1967.